# 한택수
한택수(韓澤洙, 1947년 1월 13일~)는 대한민국의 정치인이다. 민선3·4기 경기도 양평군수를 역임했다.

## 학력
- 옥천초등학교 졸업
- 양평중학교 졸업
- 장충고등학교 졸업
- 5년제 한국방송통신대학교 행정학과 학사 졸업
- 서울시립대학교 도시과학대학원 도시행정학과 행정학 석사 졸업

## 주요 경력
- 1967년 9급 공무원 임용
- 내무부 지방행정국
- 내무부 감사관실
- 경기도 북부출장소장
- 경기도청 기획행정실 실장
- 경기도 양평군 부군수
- 2002년 7월~2006년 12월 경기도 양평군수

## 지방선거의 배경
지난 2002년 6월 실시한 제3회 전국동시지방선거에서 무소속으로 출마하여 당선 되었다. 민선 3기 군수 역임후, 제4회 동시지방선거에도 무소속으로 출마하여 50.27%의 득표율로 재선에 성공하였다. 그러나 2006년 4월 5일 음식점에서 간부공무원들과 환송모임을 하면서 선거 관련 발언과 부탁의 인사를 하고, 4월 16일에는 강원도 콘도에서 선거구민을 상대로 모임을 가진것이 밝혀져 공무원의 지위를 이용하여 선거운동을 한 혐의 등으로 기소되었다. 2006년 12월 21일 대법원은 한택수군수를 공직선거법 위반으로 징역 6월에 집행유예 2년을 선고했다. 이에 따라 당선무효 확정이 되었다. 2006년 12월 23일 퇴임식을 가졌다.

## 역대 선거 결과
|  | 43.52% |

|  | 50.27% |